# Northern Arm
Northern Arm es un pueblo canadiense situado en la provincia de Terranova y Labrador.

## Superficie
Northern Arm tiene una superficie de 24,94 km².

## Demografía
En 2021, tenía 371 habitantes, una densidad poblacional de 14,9 hab./km², y 213 viviendas.